# Sara Justo
Sara Justo (Buenos Aires, 5 de febrero de 1870 - 6 de octubre de 1941) fue una educadora argentina, la cuarta odontóloga del país y una de las líderes del movimiento feminista argentino en las primeras décadas del siglo XX. Era hermana de Juan Bautista Justo, cirujano y fundador del Partido Socialista argentino.

## Biografía

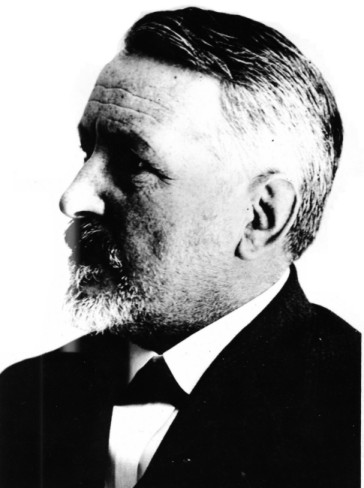
Juan Bautista Justo.

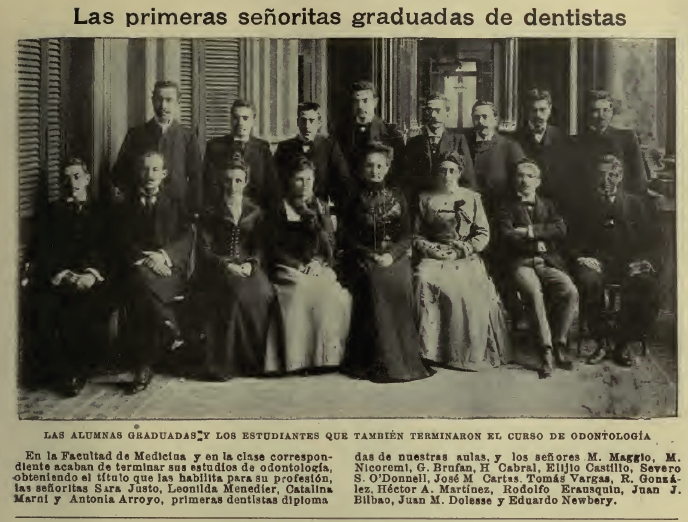
Sara Justo, fotografía de los diplomados en 1901.

Sara Justo nació en la ciudad de Buenos Aires el 5 de febrero de 1870, hija de Juan Felipe Justo y de Aurora Castro.
En 1892, por iniciativa del Dr. Mauricio González Catán, se creó en la Universidad de Buenos Aires una cátedra de Odontología, la "Escuela Dental", al frente de la cual se puso al doctor Nicasio Etcheparaborda. Sara Justo se convirtió en una de sus primeras alumnas y en julio de 1901 se graduó junto a Leonilda Rosa Meneclier, Catalina Marni y Antonia Arroyo en lo que sería una de las primeras camadas de odontólogas del país.
Tras doctorarse, pese a que ejerció su profesión prefirió dedicarse a la docencia y a la lucha social, especialmente en defensa de los derechos de la mujer.
Como docente, siguiendo las orientaciones de Cecilia Grierson, primera médica argentina, dictó cátedras de puericultura y economía doméstica. Fue directora de la Escuela Profesional de Mujeres Paula Albarracín de Sarmiento (hoy ET Nº 8 Paula Albarracín de Sarmiento), y realizó viajes de perfeccionamiento educativo por Europa.
En 1907 colaboró con la doctora Alicia Moreau de Justo en la fundación del Comité Pro-Sufragio Femenino.
Fue una de las principales impulsoras de la Asociación de Universitarias Argentinas, organización fundada en 1904 por Cecilia Grierson y Petrona Eyle que en mayo de 1910, coincidentemente con la celebración del Centenario, organizó en Buenos Aires el Primer Congreso Internacional Femenino, del cual fue tesorera.
Tuvo también una actuación protagónica en el Tercer Congreso Femenino Internacional de Buenos Aires organizado por el Club Argentino de Mujeres. Publicó numerosos artículos sobre feminismo en el combativo periódico El Diario de Manuel Láinez.
En 1925 fue delegada de la Asociación Nacional del Profesorado al Congreso Internacional de Economía Social que se reunió en la capital argentina.
Falleció en su ciudad natal el 6 de octubre de 1941.